# A szálloda kedvence
A szálloda kedvence (eredeti cím: Eloise at the Plaza) 2003-ban bemutatott amerikai–brit: angol televíziós film, amely Kay Thompson könyve és Hilary Knight rajza alapján készült.
Amerikában 2003. április 27-én az ABC-n, Magyarországon 2004. május 5-én az HBO-n vetítették le a televízióban.

## Cselekmény
Eloise egy 6 éves hercegnő, aki elkényeztetett és cserfes. New Yorkban az 5 csillagos Plaza Hotel réme. A szállodában a főportás Salomone úr, aki rendkívül ideges, abban a pillanatban, amikor a kis hölgy felébred és randalírozni kezd a vendégek társaságában. A kis cserfes sokszor megszökik a bébiszitter elől. A kis elkényeztetett a kedvességével és szabad szájúságával éri el, hogy valamennyi vendég végül elbeszélje és helyre állítsa a régi, családhoz kapcsolódó problémáit. Egy tinilány, édesanyja, egy ifjú herceg és konok apja ki békül a kis hercegnő bájosan közreműködött csínytevései által.

## Szereposztás
| Szereplő           | Színész            | Magyar hang        |
| ------------------ | ------------------ | ------------------ |
| Nevelőnő           | Julie Andrews      | Kovács Nóra        |
| Eloise             | Sofia Vassilieva   | Kántor Kitty       |
| Mr. Salomone       | Jeffrey Tambor     | Tahi Tóth László   |
| Prunella Stickler  | Christine Baranski | N/A                |
| Ensemble           | Brittany Gray      | N/A                |
| Philip             | Jonas Chernick     | Selmeczi Roland    |
| Sir Wilkes         | Kenneth Welsh      | Makay Sándor       |
| Mrs. Daniels       | Eve Crawford       | Menszátor Magdolna |
| Molly Daniels      | Stephanie Mills    | Kiss Eszter        |
| Bill               | Gavin Creel        | Sótonyi Gábor      |
| Maggie             | Debra Monk         | N/A                |
| Linda, első bálozó | Jessica Beitchman  | N/A                |
| Mosodai ellenőr    | Sheree Smith       | N/A                |
| Charlie, ajtónálló | David Sparrow      | N/A                |
| Leon               | Kintaro Akiyama    | N/A                |
| Kushin hercege     | Dennis Akayama     | N/A                |
| Mr. Nye            | Peter Keleghan     | Oberfrank Pál      |